# CONCACAF Gold Cup 2019
Der CONCACAF Gold Cup 2019 war die 25. Ausspielung der Kontinentalmeisterschaft im Fußball für Nord-, Mittelamerika und der Karibik und die 15. unter der Bezeichnung Gold Cup. Er fand vom 15. Juni bis zum 7. Juli 2019 in den USA, Costa Rica und Jamaika statt. Das Teilnehmerfeld erhöhte sich erstmals auf 16 Mannschaften.
Sieger wurde zum insgesamt 11. Mal Mexiko, das im Finale gegen Titelverteidiger USA mit 1:0 gewann.

## Teilnehmer

### Qualifikation
Die Qualifikationsphase hatte sich verändert. Es wurden nicht mehr regionale Turniere in Mittelamerika (Copa Centroamericana) und in der Karibik (Caribbean Cup) ausgetragen, um sich für den Gold Cup zu qualifizieren. Das Teilnehmerfeld setzt sich aus den sechs Mannschaften der 5. Runde der CONCACAF-Qualifikation für die Fußball-Weltmeisterschaft 2018 zusammen. Die restlichen zehn Teilnehmer ergaben sich aus der Qualifikation zur CONCACAF Nations League 2019–21. Die zehn bestplatzierten Mannschaften der Qualifikation nahmen am Gold Cup 2019 teil.

### Mannschaften
Qualifiziert hatten sich:
- Bermuda
- Costa Rica
- Curaçao
- El Salvador
- Guyana
- Haiti
- Honduras
- Jamaika
- Kanada
- Kuba
- Martinique
- Mexiko
- Nicaragua
- Panama
- Trinidad und Tobago
- USA

## Spielorte
Die Spielorte in den USA wurden von der CONCACAF am 18. Mai 2018 bekanntgegeben. Am 26. November 2018 wurde von der CONCACAF bekannt gegeben, dass zwei Spiele der Gruppe B im Estadio Nacional de Costa Rica in San José, Costa Rica, stattfinden werden. Am 2. April 2019 kam mit dem Independence Park in Kingston, der Hauptstadt Jamaikas, ein weiterer Austragungsort hinzu. Somit wird in insgesamt 16 Städten und in 17 Stadien gespielt.
| Saint Paul                                       | Los Angeles                                  | Glendale                             | Philadelphia                              | Charlotte                                 |
| ------------------------------------------------ | -------------------------------------------- | ------------------------------------ | ----------------------------------------- | ----------------------------------------- |
| Allianz Field Kapazität: 19.400                  | Banc of California Stadium Kapazität: 22.000 | State Farm Stadium Kapazität: 63.400 | Lincoln Financial Field Kapazität: 69.176 | Bank of America Stadium Kapazität: 75.525 |
| Allianz Field                                    | Banc of California Stadium                   | University of Phoenix Stadium        | Lincoln Financial Field                   | Bank of America Stadium                   |
| Harrison                                         | Houston                                      | Houston                              | Nashville                                 | Pasadena                                  |
| Red Bull Arena Kapazität: 25.000                 | BBVA Compass Stadium Kapazität: 22.000       | NRG Stadium Kapazität: 71.795        | Nissan Stadium Kapazität: 69.000          | Rose Bowl Stadium Kapazität: 90.000       |
| Red Bull Arena                                   | BBVA Compass Stadium                         | NRG Stadium                          | Nissan Stadium                            | Rose Bowl Stadium                         |
| Chicago                                          | Kansas City                                  | Frisco                               | Denver                                    | Cleveland                                 |
| Soldier Field Kapazität: 61.500                  | Children’s Mercy Park Kapazität: 18.467      | Toyota Stadium Kapazität: 20.500     | Broncos Stadium Kapazität: 76.125         | FirstEnergy Stadium Kapazität: 67.895     |
| Soldier Field                                    | Children’s Mercy Park                        | Toyota Stadium                       | Broncos Stadium                           | FirstEnergy Stadium                       |
| San José                                         | Kingston                                     |                                      |                                           |                                           |
| Estadio Nacional de Costa Rica Kapazität: 35.175 | Independence Park Kapazität: 35.000          |                                      |                                           |                                           |
| Estadio Nacional de Costa Rica                   | Independence Park                            |                                      |                                           |                                           |

## Gruppenphase
Im Gegensatz zum Turnier 2017 qualifizierten sich nur noch die jeweiligen Gruppensieger und -zweiten für das Viertelfinale, allerdings gab es auch eine Gruppe mehr. Die jeweiligen Dritt- und Viertplatzierten schieden aus dem Wettbewerb aus. Die Zusammensetzung der Gruppen und die Austragungstermine wurden am 11. April 2019 bekanntgegeben.

### Gruppe A
| Pl. | Land       | Sp. | S | U | N | Tore    | Diff. | Punkte |
| --- | ---------- | --- | - | - | - | ------- | ----- | ------ |
| 1.  | Mexiko     | 3   | 3 | 0 | 0 | 013:300 | +10   | 09     |
| 2.  | Kanada     | 3   | 2 | 0 | 1 | 012:300 | +9    | 06     |
| 3.  | Martinique | 3   | 1 | 0 | 2 | 005:700 | −2    | 03     |
| 4.  | Kuba       | 3   | 0 | 0 | 3 | 000:170 | −17   | 0      |

| 15. Juni 2019 in Pasadena, Kalifornien     |   |            |           |
| Kanada                                     | – | Martinique | 4:0 (1:0) |
| Mexiko                                     | – | Kuba       | 7:0 (4:0) |
| 19. Juni 2019 in Denver, Colorado          |   |            |           |
| Kuba                                       | – | Martinique | 0:3 (0:0) |
| Mexiko                                     | – | Kanada     | 3:1 (1:0) |
| 23. Juni 2019 in Charlotte, North Carolina |   |            |           |
| Kanada                                     | – | Kuba       | 7:0 (4:0) |
| Martinique                                 | – | Mexiko     | 2:3 (0:1) |

### Gruppe B
| Pl. | Land       | Sp. | S | U | N | Tore    | Diff. | Punkte |
| --- | ---------- | --- | - | - | - | ------- | ----- | ------ |
| 1.  | Haiti      | 3   | 3 | 0 | 0 | 006:200 | +4    | 09     |
| 2.  | Costa Rica | 3   | 2 | 0 | 1 | 007:300 | +4    | 06     |
| 3.  | Bermuda    | 3   | 1 | 0 | 2 | 004:400 | ±0    | 03     |
| 4.  | Nicaragua  | 3   | 0 | 0 | 3 | 000:800 | −8    | 0      |

| 16. Juni 2019 in San José, Costa-Rica |   |            |           |
| Haiti                                 | – | Bermuda    | 2:1 (0:1) |
| Costa Rica                            | – | Nicaragua  | 4:0 (3:0) |
| 20. Juni 2019 in Frisco, Texas        |   |            |           |
| Nicaragua                             | – | Haiti      | 0:2 (0:2) |
| Costa Rica                            | – | Bermuda    | 2:1 (1:0) |
| 24. Juni 2019 in Harrison, New Jersey |   |            |           |
| Bermuda                               | – | Nicaragua  | 2:0 (0:0) |
| Haiti                                 | – | Costa Rica | 2:1 (0:1) |

### Gruppe C
| Pl. | Land        | Sp. | S | U | N | Tore    | Diff. | Punkte |
| --- | ----------- | --- | - | - | - | ------- | ----- | ------ |
| 1.  | Jamaika     | 3   | 1 | 2 | 0 | 004:300 | +1    | 05     |
| 2.  | Curaçao     | 3   | 1 | 1 | 1 | 002:200 | ±0    | 04     |
| 3.  | El Salvador | 3   | 1 | 1 | 1 | 001:400 | −3    | 04     |
| 4.  | Honduras    | 3   | 1 | 0 | 2 | 006:400 | +2    | 03     |

| 17. Juni 2019 in Kingston, Jamaika        |   |             |           |
| Curaçao                                   | – | El Salvador | 0:1 (0:1) |
| Jamaika                                   | – | Honduras    | 3:2 (2:0) |
| 21. Juni 2019 in Houston, Texas           |   |             |           |
| El Salvador                               | – | Jamaika     | 0:0       |
| Honduras                                  | – | Curaçao     | 0:1 (0:1) |
| 25. Juni 2019 in Los Angeles, Kalifornien |   |             |           |
| Jamaika                                   | – | Curaçao     | 1:1 (1:0) |
| Honduras                                  | – | El Salvador | 4:0 (0:0) |

### Gruppe D
| Pl. | Land                | Sp. | S | U | N | Tore    | Diff. | Punkte |
| --- | ------------------- | --- | - | - | - | ------- | ----- | ------ |
| 1.  | USA                 | 3   | 3 | 0 | 0 | 011:000 | +11   | 09     |
| 2.  | Panama              | 3   | 2 | 0 | 1 | 006:300 | +3    | 06     |
| 3.  | Guyana              | 3   | 0 | 1 | 2 | 003:900 | −6    | 01     |
| 4.  | Trinidad und Tobago | 3   | 0 | 1 | 2 | 001:900 | −8    | 01     |

| 18. Juni 2019 in Saint Paul, Minnesota |   |                     |           |
| Panama                                 | – | Trinidad und Tobago | 2:0 (0:0) |
| USA                                    | – | Guyana              | 4:0 (1:0) |
| 22. Juni 2019 in Cleveland, Ohio       |   |                     |           |
| Guyana                                 | – | Panama              | 2:4 (1:2) |
| USA                                    | – | Trinidad und Tobago | 6:0 (1:0) |
| 26. Juni 2019 in Kansas City, Kansas   |   |                     |           |
| Trinidad und Tobago                    | – | Guyana              | 1:1 (0:0) |
| Panama                                 | – | USA                 | 0:1 (0:0) |

## Finalrunde
Stand es nach der regulären Spielzeit von 90 Minuten unentschieden, kam es zur Verlängerung von zweimal 15 Minuten und eventuell (falls immer noch kein Sieger feststand) zum Elfmeterschießen.

### Spielplan
|  | Viertelfinale | Viertelfinale |         |         | Halbfinale | Halbfinale |  |  | Finale | Finale |
|  |               |               |         |         |            |            |  |  |        |        |
|  | Haiti         | 3             |         |         |            |            |  |  |        |        |
|  | Kanada        | 2             |         |         |            |            |  |  |        |        |
|  | Kanada        | 2             | Haiti   | 0       |            |            |  |  |        |        |
|  |               |               | Haiti   | 0       |            |            |  |  |        |        |
|  |               | Mexiko        | V1V     |         |            |            |  |  |        |        |
|  | Mexiko        | Mexiko        | V1V     | E1 (5)E |            |            |  |  |        |        |
|  | Mexiko        |               |         | E1 (5)E |            |            |  |  |        |        |
|  | Costa Rica    | 1 (4)         |         |         |            |            |  |  |        |        |
|  |               |               | Mexiko  | 1       |            |            |  |  |        |        |
|  |               | USA           | 0       |         |            |            |  |  |        |        |
|  | Jamaika       | 1             |         |         |            |            |  |  |        |        |
|  | Panama        | 0             |         |         |            |            |  |  |        |        |
|  | Panama        | 0             | Jamaika | 1       |            |            |  |  |        |        |
|  |               |               | Jamaika | 1       |            |            |  |  |        |        |
|  |               | USA           | 3       |         |            |            |  |  |        |        |
|  | USA           | USA           | 3       | 1       |            |            |  |  |        |        |
|  | USA           |               |         | 1       |            |            |  |  |        |        |
|  | Curaçao       | 0             |         |         |            |            |  |  |        |        |

V Sieg nach Verlängerung

E Sieg im Elfmeterschießen

### Viertelfinale
| 29. Juni 2019 in Houston, Texas             |   |            |                                 |
| Haiti                                       | – | Kanada     | 3:2 (0:2)                       |
| Mexiko                                      | – | Costa Rica | 1:1 n. V. (1:1, 1:0), 5:4 i. E. |
| 30. Juni 2019 in Philadelphia, Pennsylvania |   |            |                                 |
| Jamaika                                     | – | Panama     | 1:0 (0:0)                       |
| USA                                         | – | Curaçao    | 1:0 (1:0)                       |

### Halbfinale
| 2. Juli 2019 in Glendale, Arizona    |   |        |           |
| Haiti                                | – | Mexiko | 0:1 n. V. |
| 3. Juli 2019 in Nashville, Tennessee |   |        |           |
| Jamaika                              | – | USA    | 1:3 (0:1) |

### Finale
| Mexiko                                            | Mexiko | USA | USA | Aufstellung                  |
| ------------------------------------------------- | --- | --- | --- | ---------------------------- |
| Mexiko                                            | \| Finale \| \| 7. Juli 2019 in Chicago, Illinois (Soldier Field) \| \| Ergebnis: 1:0 (0:0) \| \| Zuschauer: 62.493 \| \| Schiedsrichter: Mario Escobar ( Guatemala) \| \| Spielbericht \| | \| Finale \| \| 7. Juli 2019 in Chicago, Illinois (Soldier Field) \| \| Ergebnis: 1:0 (0:0) \| \| Zuschauer: 62.493 \| \| Schiedsrichter: Mario Escobar ( Guatemala) \| \| Spielbericht \|                                                                    | USA | Aufstellung Mexiko gegen USA |
| Mexiko                                            | Guillermo Ochoa – Luis Rodríguez, Carlos Salcedo, Héctor Moreno, Jesús Gallardo – Jonathan dos Santos, Edson Álvarez, Andrés Guardado (89. Diego Reyes) – Uriel Antuna (86. Roberto Alvarado), Raúl Jiménez, Rodolfo Pizarro (81. Carlos Rodríguez) Cheftrainer: Gerardo Martino ( Argentinien) | Zack Steffen – Reggie Cannon, Matt Miazga, Aaron Long, Tim Ream (83. Daniel Lovitz) – Weston McKennie , Christian Pulisic, Michael Bradley – Jordan Morris (61. Cristian Roldan), Jozy Altidore (64. Gyasi Zardes), Paul Arriola Cheftrainer: Gregg Berhalter | USA | Aufstellung Mexiko gegen USA |
| Mexiko                                            | 1:0 Dos Santos (73.) | | USA | Aufstellung Mexiko gegen USA |
| Finale                                            | | |     |                              |
| 7. Juli 2019 in Chicago, Illinois (Soldier Field) | | |     |                              |
| Ergebnis: 1:0 (0:0)                               | | |     |                              |
| Zuschauer: 62.493                                 | | |     |                              |
| Schiedsrichter: Mario Escobar ( Guatemala)        | | |     |                              |
| Spielbericht                                      | | |     |                              |

## Beste Torschützen
Nachfolgend sind die besten Torschützen des Turniers gelistet. Bei gleicher Trefferanzahl sind die Spieler alphabetisch geordnet.
| Rang | Spieler           | Tore |
| ---- | ----------------- | ---- |
| 1    | Jonathan David    | 6    |
| 2    | Lucas Cavallini   | 5    |
|      | Raúl Jiménez      | 5    |
| 4    | Uriel Antuna      | 4    |
| 5    | Neil Danns        | 3    |
|      | Christian Pulisic | 3    |
|      | Gyasi Zardes      | 3    |

Zu diesen besten Torschützen mit mindestens drei Toren kommen 13 weitere mit je zwei Toren und 39 mit je einem Tor sowie zwei Eigentore.

## Schiedsrichter
Die Liste der Schiedsrichter wurde Mitte Mai 2019 veröffentlicht.
Hauptschiedsrichter:
- Juan Gabriel Calderón
- Henry Bejarano
- Iván Barton
- Mario Escobar
- Walter López
- Said Martínez
- Daneon Parchment
- Abdulrahman al-Jassim
- Yadel Martínez
- Adonai Escobedo
- Fernando Guerrero
- Marco Ortíz
- John Pitti
- Jair Marrufo
- Armando Villarreal
- Ismail Elfath

Schiedsrichterassistenten:
- Micheal Barwegen
- Kedlee Powell
- Juan Mora
- William Arrieta
- Raymundo Feliz
- Gerson López
- Humberto Panjoj
- Christian Ramírez
- Walter López
- Nicholas Anderson
- Alberto Morín
- Miguel Hernández
- Henri Pupiro
- Taleb al-Marri
- Saud al-Maqaleh
- Juan Zumba
- David Morán
- Zachari Zeegelaar
- Caleb Wales
- Frank Anderson
- Ian Anderson
- Corey Parker
- Kyle Atkins

Targeted advanced referee program (TARP):
- Keylor Herrera
- Randy Encarnación
- Reon Radix
- Oshane Nation
- Diego Montaño
- Oliver Vergara
- José Kellys
- José Torres